# Ларош-пре-Фейт
Ларо́ш-пре-Фейт (фр. Laroche-près-Feyt, окс. La Ròcha) — коммуна во Франции, находится в регионе Лимузен. Департамент — Коррез. Входит в состав кантона Эйгюранд. Округ коммуны — Юссель.
Код INSEE коммуны — 19108.
Коммуна расположена приблизительно в 350 км к югу от Парижа, в 100 км восточнее Лиможа, в 80 км к северо-востоку от Тюля.

## Население
Население коммуны на 2008 год составляло 79 человек.
| 1962 | 1968 | 1975 | 1982 | 1990 | 1999 | 2008 |
| ---- | ---- | ---- | ---- | ---- | ---- | ---- |
| 145  | 159  | 103  | 115  | 106  | 80   | 79   |

## Экономика
В 2007 году среди 43 человек в трудоспособном возрасте (15-64 лет) 41 были экономически активными, 2 — неактивными (показатель активности — 95,3 %, в 1999 году было 80,8 %). Из 41 активных работали 39 человек (26 мужчин и 13 женщин), безработных было 2 (0 мужчин и 2 женщины). Среди 2 неактивных 0 человек были учениками или студентами, 2 — пенсионерами, 0 были неактивными по другим причинам.